# Liste des US Routes au Colorado
Les US Routes au Colorado sont les segments des US Routes entretenus par le Colorado Department of Transportation (CDOT) au Colorado. Il y en a dix-huit et la plus longue est la US 160, qui s'étend sur 497,22 miles (800,20 km) dans le sud de l'État.

## Liste
| Numéro | Longueur (mi) | Longueur (km) | Terminus sud / ouest                                       | Terminus nord / est                     | Créée | Notes                                                            |
| ------ | ------------- | ------------- | ---------------------------------------------------------- | --------------------------------------- | ----- | ---------------------------------------------------------------- |
| US 6   | 467,28        | 752,02        | I-70 / US 6 / US 50 à la frontière de l'Utah               | US 6 à la frontière du Nebraska         | 1931  |                                                                  |
| US 24  | 277,32        | 446,30        | I-70 près de Minturn                                       | I-70 / US 24 à la frontière du Kansas   | 1936  |                                                                  |
| US 34  | 259,53        | 417,67        | US 40 à Granby                                             | US 34 à la frontière du Nebraska        | 1939  |                                                                  |
| US 36  | 224,72        | 361,65        | US 34 à Deer Ridge dans le Parc national de Rocky Mountain | US 36 à la frontière du Kansas          | 1926  |                                                                  |
| US 40  | 486,92        | 783,63        | US 40 à la frontière de l'Utah à Dinosaur                  | US 40 à la frontière du Kansas          | 1926  |                                                                  |
| US 50  | 467,58        | 752,50        | I-70 / US 6 / US 50 à la frontière de l'Utah               | US 50 / US 400 à la frontière du Kansas | 1926  |                                                                  |
| US 84  | 27,92         | 44,94         | US 160 près de Pagosa Springs                              | US 84 à la frontière du Nouveau-Mexique | 1941  |                                                                  |
| US 85  | 309,54        | 498,16        | I-25 / US 85 / US 87 à la frontière du Nouveau-Mexique     | US 85 à la frontière du Wyoming         | 1926  |                                                                  |
| US 87  | 298,88        | 481,00        | I-25 / US 85 / US 87 à la frontière du Nouveau-Mexique     | I-25 / US 87 à la frontière du Wyoming  | 1936  | Entièrement en multiplex avec l'I-25 dans l'état                 |
| US 138 | 59,82         | 96,28         | US 6 près de Sterling                                      | US 138 à la frontière du Nebraska       | 1926  | Orphan route. Was a spur of US 38 before it became part of US 6. |
| US 160 | 497,22        | 800,20        | US 160 près de Teec Nos Pos, AZ                            | US 160 à la frontière du Kansas         | 1930  |                                                                  |
| US 285 | 263,95        | 424,78        | US 285 à la frontière du Nouveau-Mexique                   | I-25 à Denver                           | 1936  |                                                                  |
| US 287 | 385,22        | 619,96        | US 287 / US 385 à la frontière de l'Oklahoma               | US 287 à la frontière du Wyoming        | 1935  |                                                                  |
| US 350 | 72,72         | 117,03        | US 160 près de Walsenburg                                  | US 50 à La Junta                        | 1926  |                                                                  |
| US 385 | 317,63        | 511,18        | US 287 / US 385 à la frontière de l'Oklahoma               | US 385 à la frontière du Nebraska       | 1958  |                                                                  |
| US 400 | 14,81         | 23,84         | US 50 / US 385 à Granada                                   | US 50 / US 400 à la frontière du Kansas | 1996  | Entièrement en multiplex avec la US 50 dans l'état               |
| US 491 | 69,60         | 112,01        | US 491 à la frontière du Nouveau-Mexique                   | US 491 à la frontière de l'Utah         | 2003  | Ancienne US 666                                                  |
| US 550 | 130,22        | 209,57        | US 550 à la frontière du Nouveau-Mexique                   | US 50 à Montrose                        | 1926  |                                                                  |
|        |               |               |                                                            |                                         |       |                                                                  |